# Bernardo del Carpio

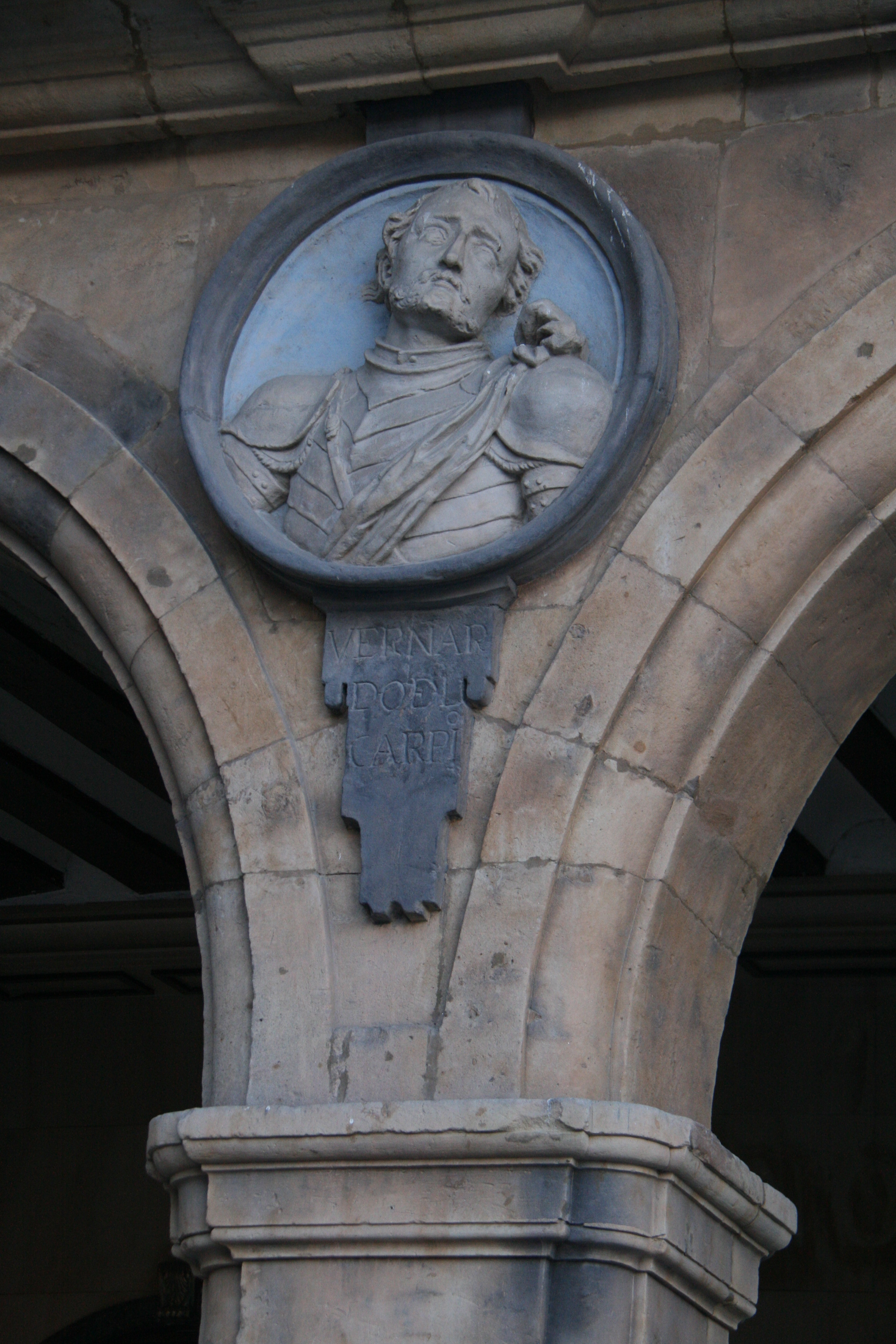
Bernardo del Carpio en la
Plaza Mayor de Salamanca

Bernardo del Carpio fue un personaje de la Edad Media, hijo extramatrimonial, según la leyenda, algunas crónicas y un Cantar de Bernardo del Carpio perdido y prosificado en la General estoria, de una infanta y hermana del rey de Asturias Alfonso II de nombre Doña Jimena, y del conde de Saldaña, Sancho Díaz de Saldaña. Habría derrotado a Carlomagno en la batalla de Roncesvalles.
Su historicidad es defendida por el historiador y sacerdote asturiano Vicente José González García, quien se funda en que la negación de su existencia se basa únicamente en la confusión de la primera batalla de Roncesvalles (778) con una posterior en 808 y la implicación de Bernardo en esta batalla, en la que no tuvo nada que ver.

## Vida

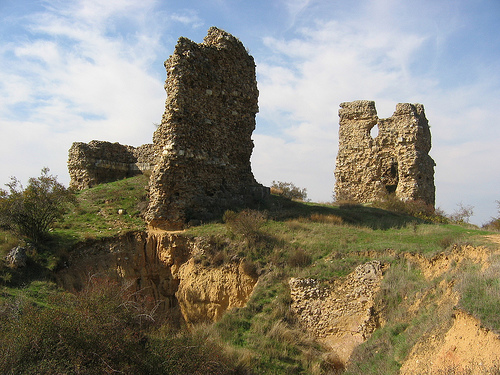
Ruinas del castillo de Saldaña, donde la leyenda dice que nació Bernardo del Carpio

El hispanista alemán Theodor Heinermann afirmó en 1927 que lo más probable es que hubiera dos fuentes para la leyenda de Bernardo del Carpio:
1. Un drama familiar con desenlace trágico, en que Bernardo, hijo de Ximena, hermana de Alfonso II, solo puede conocer a su padre Sancho Díaz dos días después de su muerte.
2. La historia de Bernardo en Roncesvalles, inspirada en tradiciones épicas francesas; en esta versión su madre se llama Timbor.[2]

Las dos tradiciones se habrían entremezclado ya antes de la redacción de la Estoria de España y tal vez antes de la Crónica de Lucas de Tuy. Habría habido cantares de gesta en el siglo X, como muy tarde, sobre un tal Bernardo de Ribagorza; pero el hecho es que no hay ni una palabra en la historiografía hispanolatina sobre Bernardo hasta 1236, lo que indica que hacia 1200 debieron componerse algunos poemas sobre el héroe.
El caso es que, nacido en el castillo de Saldaña, Bernardo del Carpio es el protagonista de una larga serie de romances. Su historia consiste principalmente en lograr del rey Alfonso el Casto que libere a su padre, encarcelado en el castillo de Luna a causa de haber deshonrado a la infanta, de lo cual nació el héroe. Para ello Bernardo, a semejanza de otro Hércules, debe resolver las distintas tareas guerreras que le encomienda el monarca.
A Bernardo del Carpio se le atribuyen numerosas hazañas, entre ellas la derrota de los francos en Roncesvalles. Durante el Siglo de Oro sirvió de inspiración para piezas teatrales, obras caballerescas en prosa y poemas épicos, tanto en español como en portugués. Miguel de Cervantes, tras tratar parcialmente el tema mezclándolo con la materia ariostesca en su comedia La casa de los celos y selvas de Ardenia, tuvo entre sus proyectos no llegados a consumarse una novela caballeresca realista sobre el héroe, el Bernardo, como dejó escrito en la dedicatoria de su Persiles.
La tumba del héroe fue visitada en 1522 por Carlos I en la localidad palentina de Aguilar de Campoo. Según parece, tras ser elegido emperador en 1517, Carlos I, de regreso de uno de sus viajes a Alemania, en que desembarcó en Laredo (Cantabria), visitó Aguilar de Campoo en julio de 1522. Volvió en otra ocasión y visitó el sepulcro de Bernardo del Carpio, situado en el interior de una gruta, provista de una inscripción antigua, bajo la conocida como Peña Longa, muy cerca del Monasterio de Santa María la Real, y se llevó la presunta espada del héroe, la cual se encuentra actualmente en la Real Armería de Madrid.

## Obras literarias
Ramón Menéndez Pidal menciona una Gesta de Bernardo del siglo XIII, cuyo contenido en detalle solo se conoce por una prosificación de la Primera Crónica General. Asimismo compiló y editó su romancero con ayuda de sus discípulos. El más antiguo, desgajado del cantar de gesta, es Con cartas y mensajeros.
Este cantar de gesta todavía se seguía oyendo a fines del siglo XIV: el canciller Pero López de Ayala cuenta en su Historia de la casa de Ayala (1398) que:
Este don Bernal Sánchez pasó por grandes fechos, maguer los juglares cuéntanlos a su manera e de otro modo que ellos fueron.
Era opinión bastante común, pues la reitera el canónigo del Quijote: «En lo que hubo Cid no hay duda, ni menos Bernardo del Carpio; pero, de que hicieron las hazañas que dicen, creo que la hay muy grande» En otros lugares de la obra cervantina aparece atacada la credulidad de las gentes sobre la historia de Bernardo del Carpio, sobre todo por el hecho de que matara a Roldán separándolo de la tierra, como en el mito griego de Anteo y Hércules (además, Hércules tuvo que superar los trabajos imposibles que le imponía otro rey, Euristeo, como Bernardo, paralelo que no se escondía a los cultos). Dos poemas heroicos del siglo XVI sobre Bernardo van por eso a parar al fuego en el Donoso escrutinio cervantino.

### La verdadera tercera parte de la historia de Carlos-Magno
Libro de caballerías portugués, cuyo autor fue el presbítero Alexandre Caetano Gomes Flaviense. Se imprimió en Lisboa en 1745 y se presentó como una continuación de la Segunda parte da Historia do Imperador Carlos-Magno e dos doce Pares de Franca, de Jerónimo Moreira de Carvalho, publicada en Lisboa en 1737.
Esta obra refiere en sus primeras páginas la historia legendaria de España y después se dedica a narrar las fabulosas hazañas de Bernardo del Carpio, hijo extramatrimonial de la hermana de Alfonso II el Casto, rey de Asturias, y de su súbdito Sancho, conde de Saldaña. A él se atribuye la derrota de Roldán y sus compañeros en los Pirineos y una variada serie de aventuras caballerescas, como la conquista de Cataluña a los moros. Sus hazañas se extienden al reinado de Alfonso III el Magno, rey de Asturias, bien avanzado el siglo IX. A su muerte fue enterrado con su espada «Durandarte» (arrebatada a Roldán en Roncesvalles) en los aledaños del monasterio de Santa María la Real de Aguilar de Campoo, en cuyas cercanías se halla la gruta donde una leyenda afirma que fue enterrado el caballero, con una inscripción antigua alusiva.

### El Bernardo del Carpio o La victoria de Roncesvalles
Largo y complejísimo poema de épica culta, obra de Bernardo de Balbuena, el Bernardo o La victoria de Roncesvalles, alabado por Voltaire y Chateaubriand, consiste en 40.000 versos de pulida factura en octavas reales e inundados de una imaginación exuberante, especie de libro de caballerías en verso que se inspira sólo en parte en la leyenda de Bernardo del Carpio y la contamina con todo tipo de materiales aledaños: el ariostesco Canon de Ferrara, alegorías, moralidades, cronologías, genealogías reales e inventadas y episodios mitológicos, fantásticos y maravillosos, en medio de una imaginería deslumbrante y un auténtico frenesí descriptivo. El verso está tallado en busca de una suma perfección, como el mismo autor declara en su prólogo, y como tal hay que considerarlo el culmen de la épica culta barroca española, de la misma manera que la Araucana es el culmen de la épica culta renacentista.

### Otras versiones de su historia
Bernardo del Carpio fue un ejemplo moral de honor y piedad filial, y sirvió para vindicar el mérito paciente de los bastardos de noble origen.
- Ramón Menéndez Pidal compiló y estudió su Romancero
- El escritor barroco Juan de la Cueva escribió una comedia, Bernardo del Carpio (ed. de Anthony Watson, Exeter: University of Exeter, 1974)
- Hay una epopeya de Francisco Núñez de Oria en hexámetros latinos, Lyrae heroycae (Salamanca: Matías Gast, 1581) dividida en 14 libros, con un prólogo del humanista Juan López de Hoyos, el maestro de Cervantes.
- Hay otra epopeya culta en castellano de Agustín Alonso (Historia de la hazañas y hechos del invencible caballero Bernardo del Carpio compuesto en octavas, 1585)
- Diversas piezas teatrales de Lope de Vega (Las mocedades de Bernardo del Carpio, El casamiento en la muerte y Hechos de Bernardo del Carpio): Lope estaba muy interesado en su leyenda porque él mismo había llevado el apellido Carpio y en su novela La Arcadia había grabado su blasón de diecinueve torres.[10]
- Dos comedias de Álvaro Cubillo de Aragón (El conde de Saldaña y Hechos de Bernardo del Carpio, segunda parte)
- Otra comedia de Lope de Liaño, Bernardo del Carpio en Francia, 1739.

En el siglo XVIII, redactaron libros sobre él Hilario Santos Alonso y Manuel José Martín (Historia fiel, y verdadera del valiente Bernardo del Carpio: sacada con toda fidelidad de los célebres historiadores de España, el padre Mariana, Morales, Berganza, y otros muchos autores verídicos, y graves, 1779); Jorge Mira y Perzebal compuso un melólogo, Bernardo del Carpio en el castillo de Luna (1760), y la leyenda llamó la atención del portugués Alexandre Caetano Gomes Flaviense, presbítero secular, quien le dedicó su Verdadeira segunda parte da Historia de Carlos Magno, em que se escrevem as gloriosas acçoes, e victorias de Bernardo del Carpio, e de como venceo em batalha aos doze Pares de França (1746); en el siglo XIX se transforma en héroe romántico de la mano de George Washington Montgomery, Manuel Fernández y González (1858), Francisco Macarro (1876), Ambrosi Carrión...